# Alvis TB 21
La Alvis TB 21  è un'autovettura prodotta dalla casa automobilistica britannica Alvis nel 1951.

## Descrizione
Prima dell'entrata in produzione della TB 21 la Alvis aveva stipulato un contratto con la AP Metalcraft, un costruttore di carrozzerie di Coventry, per produrre la scocca roadster per la Alvis TB 14, modello che si basava sul telaio della Alvis TA 14. Con la sostituzione della TA 14 con la più grande Alvis TA 21 nel 1950, ad AP Metalcraft fu chiesto di modificare il design della vettura per renderlo più simile alla TA 21 gettando le basi per il nuovo modello TB 21. 
La TB 21 non adottò la calandra utilizzata sulla TB 14, ma quella più tradizionale Alvis. Le portiere, incernierate posteriormente, erano tagliate nella parte superiore e il parabrezza poteva essere ripiegato in avanti sul cofano motore.
Il motore in linea a sei cilindri da 2.993 cm³ di cilindrata fu leggermente modificato per produrre 90 CV di potenza con un solo carburatore SU che sostituiva quello di marca Solex installato sui modelli precedenti. Vennero mantenute le sospensioni della TA 21, indipendenti con molle elicoidali nell'avantreno e a balestra semiellittica nel retrotreno. Poiché la TB 21 era più leggera della TA 21, il rapporto di trasmissione finale venne modificato da 4,09:1 a 3,77:1, contribuendo ad aumentare la velocità massima e a migliorare i consumi. La TB 21 poteva raggiungere una velocità massima di 153 km/h.